# Portitz

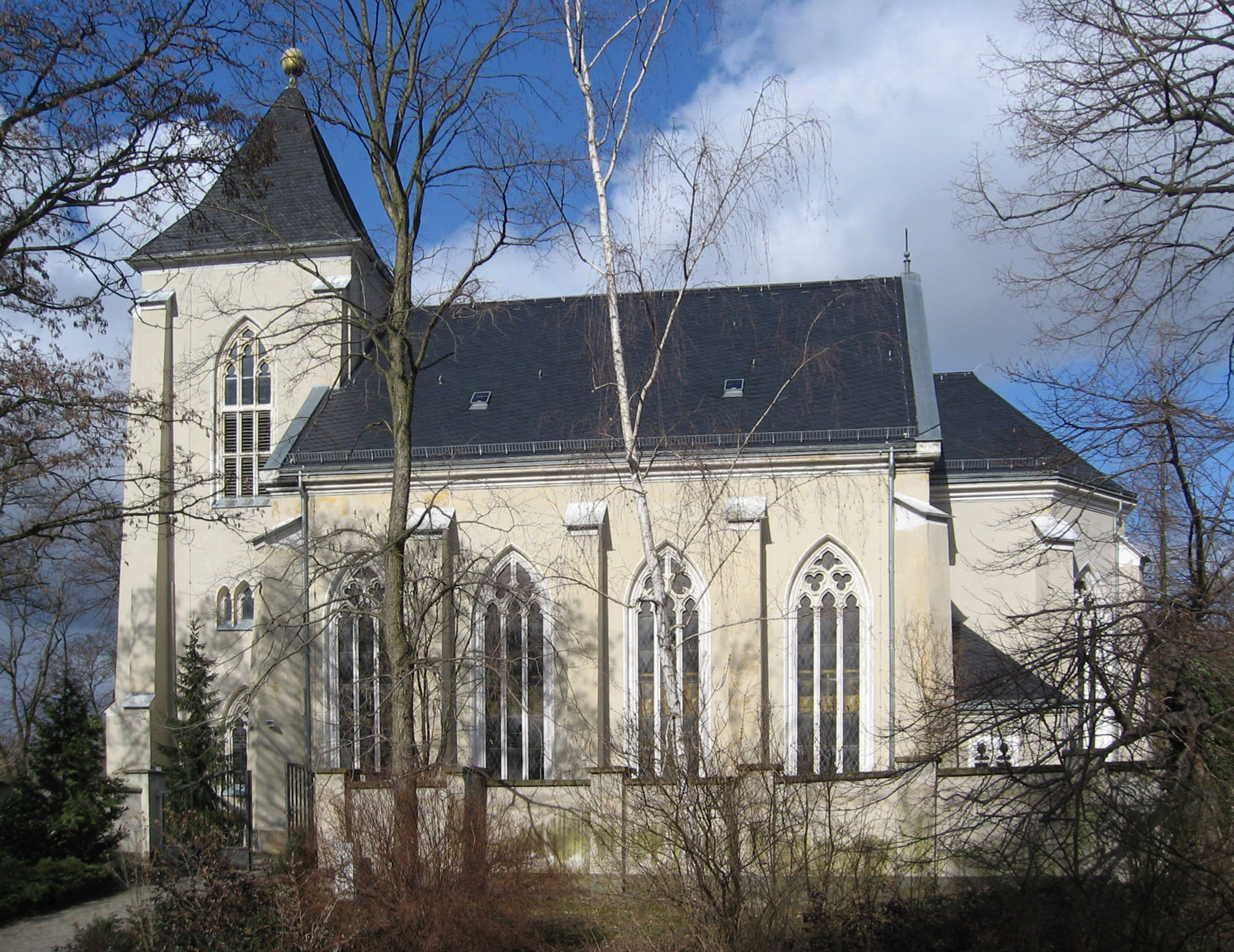
Portitzer Kirche (2010) mit dem 1970 gekürzten Turm

Portitz ist ein Stadtteil im Stadtbezirk Nordost von Leipzig. Er bildet zusammen mit Plaußig den Ortsteil Plaußig-Portitz.

## Lage
Portitz liegt etwa acht Kilometer vom Leipziger Stadtzentrum entfernt. Seine Nachbarn sind im Osten die Stadt Taucha und weiter im Uhrzeigersinn die Leipziger Stadtteile Paunsdorf, Thekla und Plaußig.
Der alte Ortskern von Portitz befindet sich am südlichen („linken“) Ufer der Parthe zwischen dem Tauchaer Ortsteil Graßdorf im Osten und dem nunmehr zu Thekla gehörenden früheren Dorf Cleuden im Westen. Am gegenüberliegenden Ufer der Parthe befindet sich der alte Dorfkern von Plaußig.

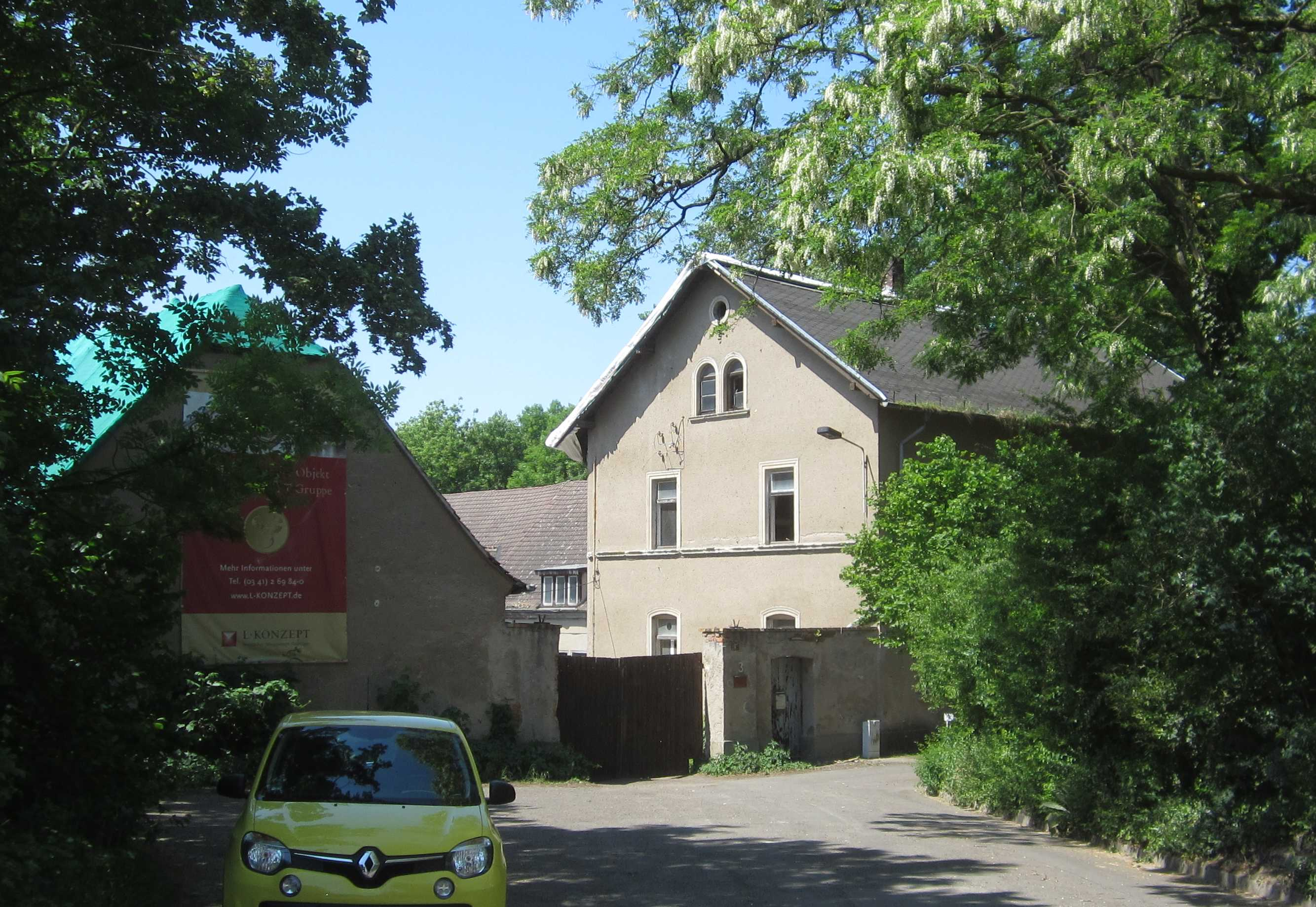
Vierseithof im alten Dorfkern

Während der Portitzer Dorfkern seinen bäuerlichen Charakter mit unter Denkmalschutz stehenden Drei- bzw. Vierseithöfen bewahrt hat, obwohl kaum noch Landwirtschaft betrieben wird, erstreckt sich nach Südosten ein großes Siedlungsgebiet mit Einfamilienhäusern, dessen Siedlungsteile zwischen 1928 und 1940 entstanden: Lehm- bzw. Schwarzsiedlung (1928), Portitzer Winkel (1930–1940), Grenzsiedlung (1930), Randsiedlung (1931), Moränensiedlung (1934–1938), Krätzbergsiedlung (1938/39), Teichsiedlung (1939/40) und die Ackermannsiedlung (1938–40). Dadurch erhält Portitz zum größten Teil den Charakter einer Gartenstadt.
Die Siedlungen liegen zu beiden Seiten der als Hauptstraße des Ortes anzusehenden Tauchaer Straße, die auf Portitzer Gebiet fast zwei Kilometer lang ist und die Verbindung nach Taucha und die inneren Bereiche Leipzigs darstellt.
Die Parthe, die im Norden in etwa die Portitzer Grenze darstellt, fließt durch Wiesen und die Reste eines ursprünglich größeren Auwaldes. Am alten Dorfkern fällt das Gelände um etwa sieben Meter ziemlich steil zur Parthe ab. Auf diesem Hügel steht auch die Portitzer Kirche.

## Geschichte

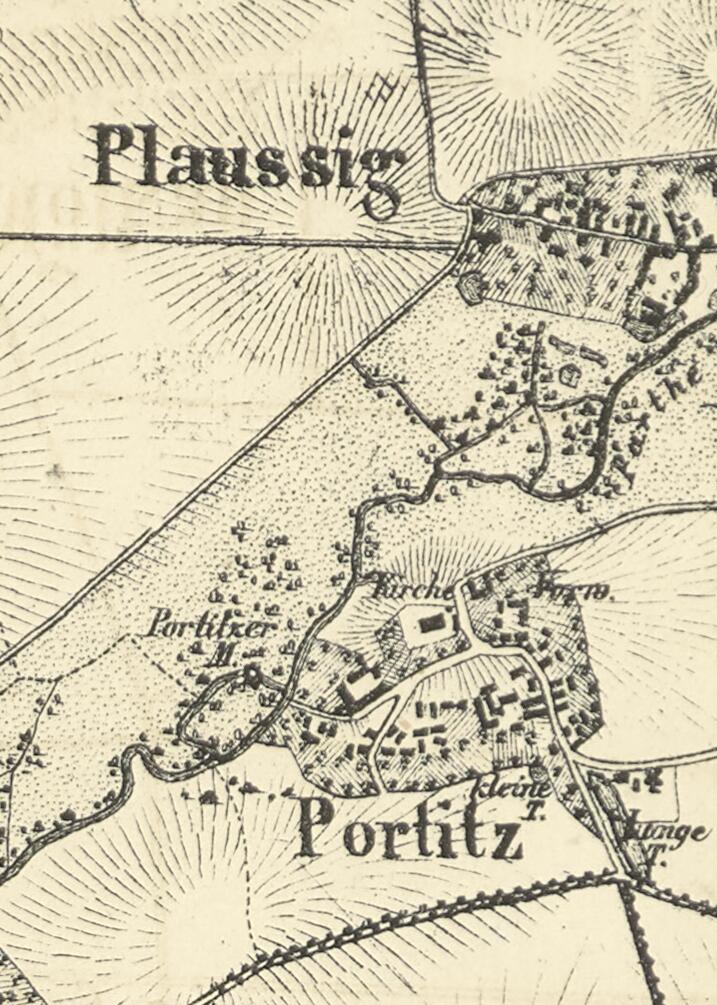
Portitz auf einer Karte von 1863

Das Dorf Portitz wurde von westslawischen (sorbischen) Siedlern wahrscheinlich im 7. Jahrhundert angelegt. Während die Endung „-itz“ typisch für slawische Dörfer ist, könnte der Wortstamm „p[a/o]rt-“ Bezug auf die Parthe nehmen; die Erst-Erwähnung des Ortes als Borintizi wird aber gewöhnlich als „Dorf eines/r Borin(a)“ gedeutet. Die Ersterwähnung 974 durch Thietmar von Merseburg ist eine der ersten im Leipziger Raum.
Nach dem Beginn der deutschen Ost-Expansion ließen sich vermutlich um das Jahr 1000 deutsche Siedler hier nieder. Es entstand ein 1350 erwähnter Herrensitz, aus dem aber nur für kurze Zeit ein Rittergut entstand, wonach die Grundherrschaft beim Rittergut Graßdorf bzw. zeitweilig beim Leipziger Rat lag, als dieser Graßdorf gekauft hatte.

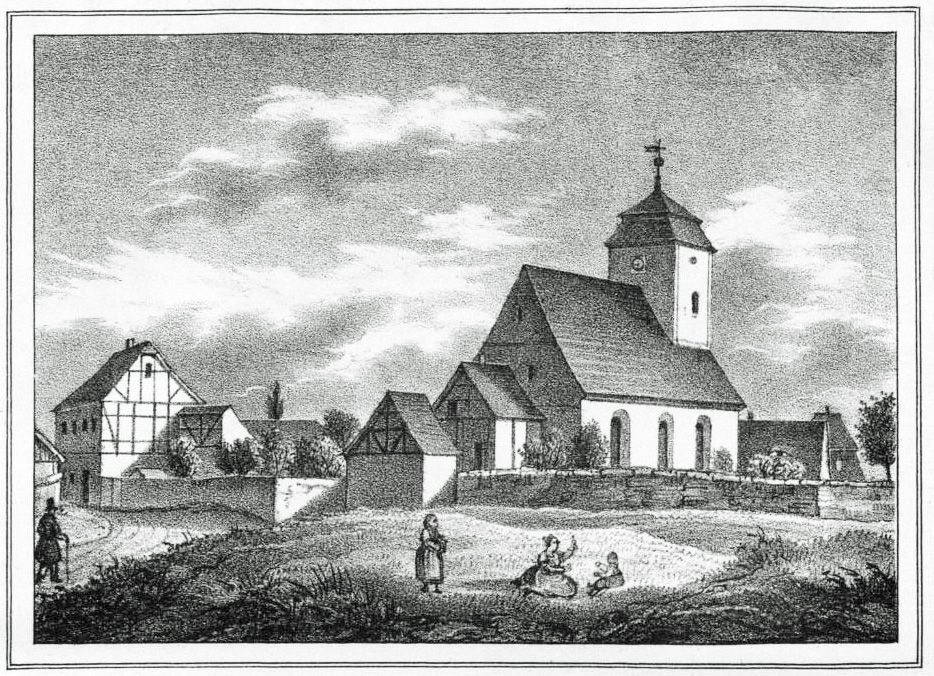
Kirche (um 1840)
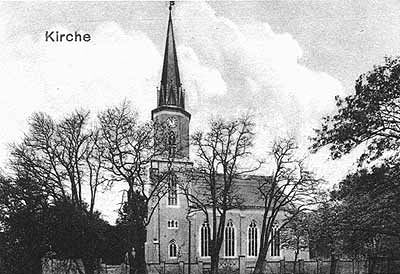
Neubau (um 1900)
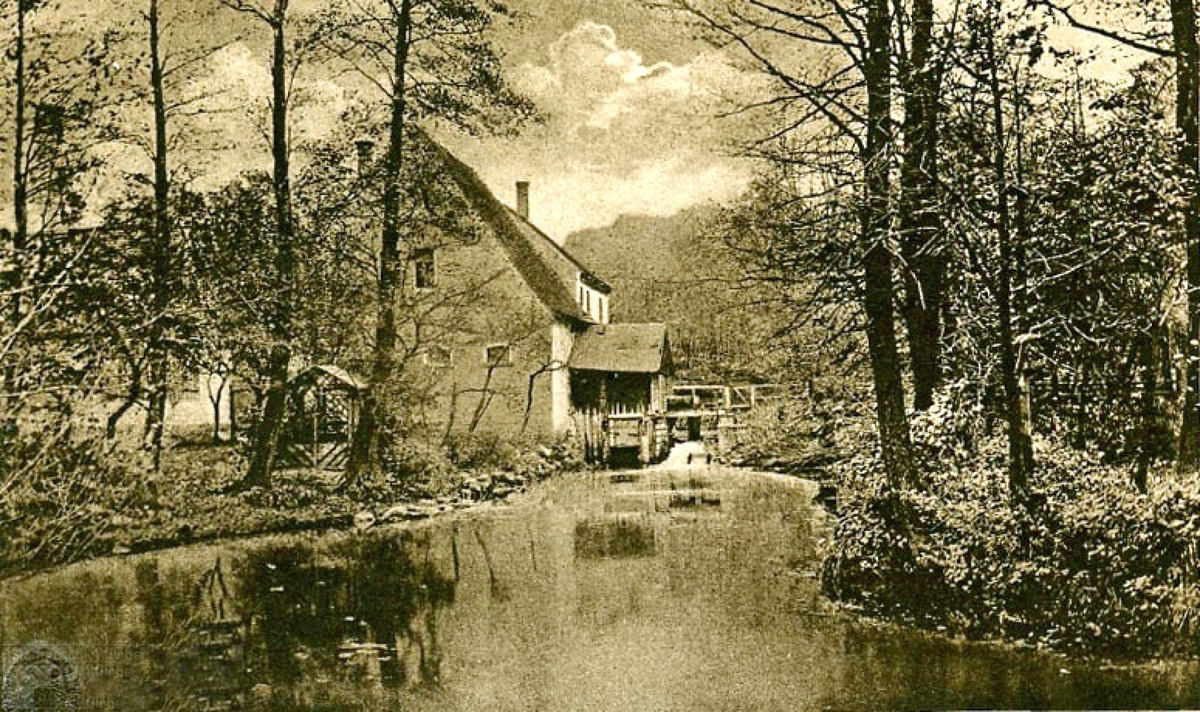
Portitzer Mühle (um 1920)

Die Graßdorfer Kirche besaß eine große Madonnenfigur aus dem 14. Jahrhundert, die eine rege Wallfahrertätigkeit begründete, aus deren Einnahmen nach der Reformation die Kirche 1602 erneuert werden konnte. Diese wurde 1865–1867 durch die heutige ersetzt, deren Turm allerdings 1969/1970 wegen Baufälligkeit eingekürzt werden musste. 1823 entstand an der Parthe eine Wassermühle, die bis 1904 in Betrieb war.
Im Jahr 1835 umfasste das Dorf 15 ½ Magazinhufen Land, 26 Häuser und 169 Einwohner. Mit der Sächsischen Landgemeindeordnung von 1838 wurde das Dorf Portitz eine Landgemeinde und erhielt das Recht zur Selbstverwaltung.
Landesherren von Portitz waren zunächst die Markgrafen von Meißen bzw. Landsberg und die Kurfürsten von Sachsen (1423–1485), dann die albertinischen Herzöge von Sachsen (1485–1547) und die Kurfürsten von Sachsen (1547–1806) sowie die Könige von Sachsen (1806–1890). Innerhalb des sächsischen Staates gehörte das Dorf Portitz in das Kreisamt Leipzig und von 1873 bis 1935 zur Amtshauptmannschaft Leipzig. Am 15. Mai 1935 wurde die Gemeinde Portitz in die Stadt Leipzig eingemeindet. Mit der kommunalen Neugliederung Leipzigs 1992 wurde das ehemalige Gemeindegebiet zum Ortsteil Portitz, der 1995 zum Ortsteil Plaußig-Portitz erweitert wurde.

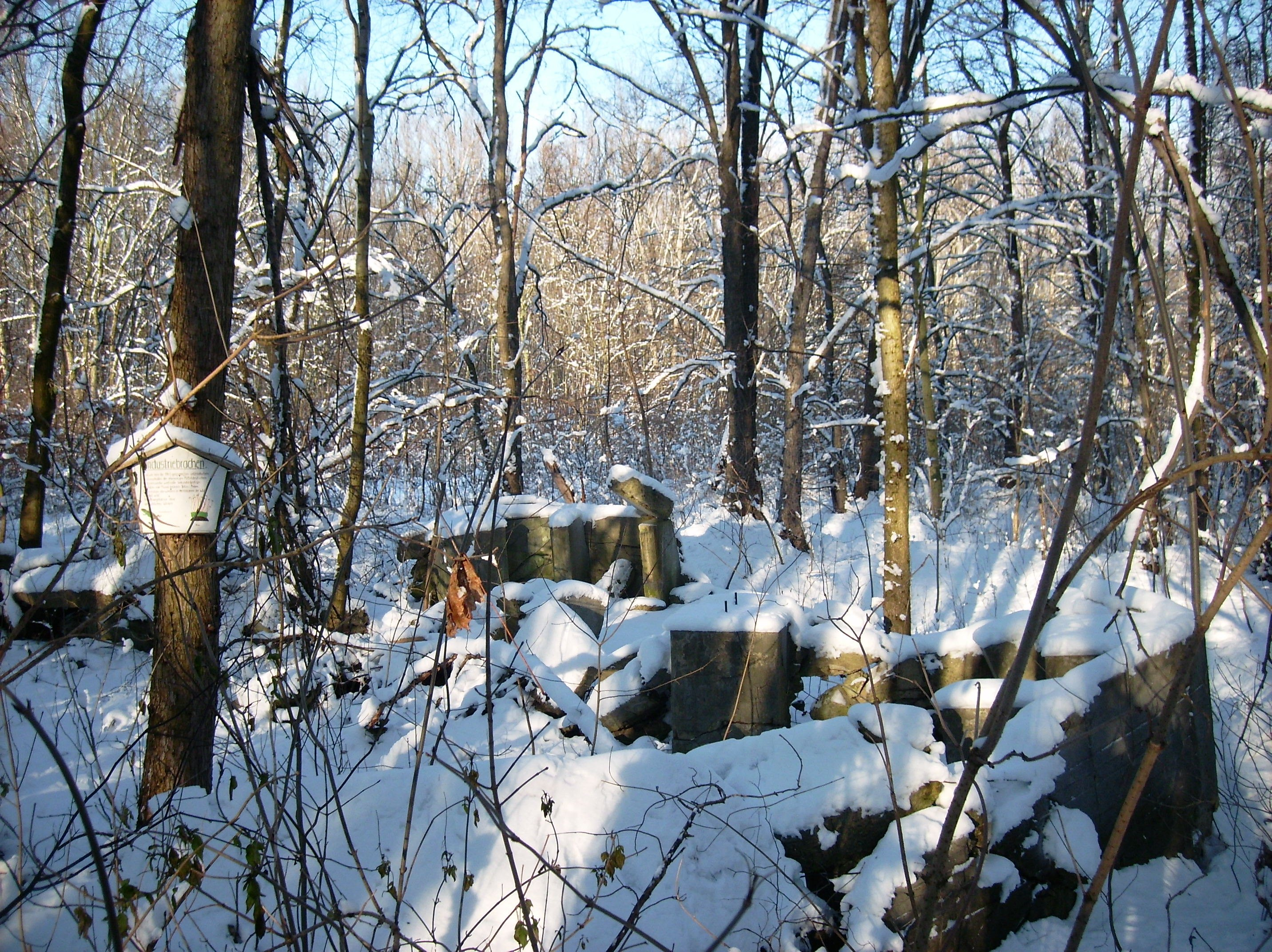
Ruinen der Mitteldeutschen Motorenwerke (2009)

Ab 1935 wurden im nordöstlichen Teil der Portitzer Flur, im Portitzer Wäldchen, Industrieanlagen der Mitteldeutschen Motorenwerke (MMW) errichtet. Hier wurden von bis zu 10.000 Mitarbeitern (einschl. Zwangsarbeiter) Flugmotoren für die Junkers Flugzeug- und Motorenwerke hergestellt. Am 1. April 1939 erfolgte eine Umflurung des Geländes nach Taucha. Bombenangriffe beschädigten das Werk 1944 schwer. 1946 bis 1947 wurden die Werksanlagen demontiert und die Gebäude gesprengt.
Im Winkel zwischen Tauchaer Straße und Autobahn wurde ab 1993 das Versorgungszentrum Portitz-Treff mit großflächigem Einzelhandel und einem Hotel errichtet. 1997 folgte östlich davon auf einer Fläche von 65 ha die Erschließung des neuen Wohngebietes Parkstadt 2000, das aber zum größten Teil noch unbebaut ist.

## Bevölkerung
Angaben sind nur für den gesamten Ortsteil Plaußig-Portitz verfügbar.
| Jahr | Einwohner |
| ---- | --------- |
| 2000 | 2.590     |
| 2005 | 2.714     |
| 2010 | 2.669     |
| 2015 | 2.612     |
| 2020 | 2.928     |
| 2024 | 3.441     |

Stand: 31.12. des jeweiligen Jahres

## Sehenswürdigkeiten
- Kirche Portitz, dreischiffige Hallenkirche, 1866/1867 auf den Fundamenten des Vorgängerbaus errichtet

## Verkehr
Über die Buslinien 81 und 82 ab Thekla ist Portitz mit dem Leipziger ÖPNV-Netz verbunden; die Linie 81 verkehrt bis Taucha. Für den Fernverkehr ist die Anschlussstelle Leipzig-Nordost der Autobahn 14 in ein bis zwei Kilometern zu erreichen.